# Pontypool
Pontypool (walisisk: Pont-y-pŵl eller Pont-Y-Pwll) er en by og administrationscenter county boroughet Torfaen. Den ligger i det historiske county Monmouthshire i South Wales. Byen havde indbyggertal på 28.970 personer i 2011, hvilket gør den til en af Wales' største byer.
Blandt byens attraktioner er Pontypool Park og Torfaen Museum.

## Venskabsbyer
- Condeixa, Portugal siden 1994
- Bretten, Tyskland siden 1994
- Longjumeau, Frankrig siden 1994